# Agallas (pel·lícula)
Agallas és una pel·lícula espanyola del 2009 de Samuel Martín Mateos i Andrés Luque Pérez. Fou estrenada a la Corunya.

## Argument
Sebastián, un delinqüent d'estar per casa acabat de sortir de presó, decideix buscar ocupació en una petita empresa de Galícia, “Isolina, Productos del Mar”. Però no per vocació per descomptat, sinó perquè alguna cosa li diu que l'amo de l'empresa, Regueira, no s'ha pagat el Jaguar amb crancs. Mitjançant una astúcia, es fa amic d'un encarregat, Raúl, i aconsegueix que el contractin.
Regueira s'ho creu només a mig fer, però comprova molt ràpidament que aquell jove de dents esdentegades té coratge i decideix convertir-lo en el seu ajudant. A poc a poc, Sebas canvia d'aspecte, es guanya roba nova, noves dents i sobretot la confiança del seu cap. Ara sembla haver arribat al cim - o gairebé. Però, Sebastián, tan llest i tan despietat, ignora que forma part d'un joc que el supera...

## Comentari
Agallas és una comèdia negra plena de picardia, de paranys mortals i de personatges sense escrúpols. Aquí tot val per a pujar al cim. Tot. Aquí guanya el més fort. I el més fort és el que té més por... Quan un creu arribar pel cap alt alt, comprova que sempre hi ha algú més àgil, més mesquí, més cruel. Llei de vida. Agallas il·lustra aquesta llei amb una història trepidant plena d'humor àcid i de sobresalts inesperats.

## Candidatures
XXIV Premis Goya
| Categoria             | intèrpret  | Autors                            | Resultat |
| --------------------- | ---------- | --------------------------------- | -------- |
| Millor cançó original | Hugo Silva | X.Font/A.Vaquero/J.Echaniz/JA.Gil | Candidat |